# Meadville (Pennsylvania)
Meadville è una città degli Stati Uniti d'America, capoluogo della contea di Crawford, nello Stato della Pennsylvania. In base al censimento del 2010, la città ha una popolazione totale di 13.388 abitanti.
La città è stata fondata il 12 maggio 1788 da David Mead.
Meadville è il paese natale dell'attrice Sharon Stone.